# فرانسیس فان در الست
فرانسیس فان در الست بازیکن فوتبال اهل بلژیک و عضو تیم ملی فوتبال بلژیک بود که در تاریخ ۳۱ اکتبر ۱۹۷۳ میلادی اولین بازی ملی‌اش را مقابل تیم ملی فوتبال نروژ انجام داد. او در ۴۴ بازی ملی حضور داشت و جمعاً ۳۳۹۷ دقیقه برای تیم ملی فوتبال بلژیک به میدان رفت. فان در الست آخرین بازی ملی خود را در تاریخ ۹ نوامبر ۱۹۸۳ میلادی در برابر تیم ملی فوتبال سوئیس انجام داد. وی در بازی‌های ملی‌اش ۱۴ گل به ثمر رساند.
فان در الست پس از دوران حرفه‌ای خود، صاحب یک بار اسنوکر و بیلیارد در زادگاهش اوپوئیژک بود. در روز سال نو ۲۰۱۷، فان در الست دچار نارسایی قلبی شد و در بخش مراقبت‌های ویژه در کمای القایی قرار گرفت. ده روز بعد، گزارش‌هایی منتشر شد مبنی بر اینکه در ساعت ۳:۰۰ صبح همان روز، او در سن ۶۲ سالگی در حالی که هنوز در بیمارستان بستری بود، بر اثر ایست قلبی درگذشت.